# Park Jin-young (1994)
Park Jin-young (박진영?, 朴珍榮?; Changwon, 22 settembre 1994) è un cantante e attore sudcoreano.
È noto per essere un membro del gruppo musicale Got7 e del duo JJ Project.
Per via dell'omonimia con il fondatore della JYP Entertainment, debuttò con lo pseudonimo Jr., che il 20 maggio 2015 cambiò in Junior per rendere più immediata la pronuncia. Il 16 agosto 2016, annunciò che avrebbe iniziato a usare il suo nome di nascita.

## Biografia
Park ha studiato alla scuola superiore Gyeonggi e si è iscritto all'università Howon. Ha due sorelle maggiori.

## Carriera
Nel 2011, Park fu scritturato per il ruolo di Jung Ui-bong nel drama coreano Dream High 2, che andò in onda nei primi mesi del 2012 e per il quale contribuì alla colonna sonora cantando il brano We Are The B insieme a Jeong Jin-woon, Kang So-ra e Kim Ji-soo. A maggio 2012, Park formò il duo JJ Project con il compagno di etichetta JB, debuttando sulla scena musicale con l'album singolo Bounce e la traccia omonima. L'11 marzo 2013 fu annunciato nel cast del drama di MBC Namjaga saranghal ttae, che fu trasmesso per venti episodi dal 3 aprile e nel quale recitò ancora al fianco di JB, come già accaduto in Dream High 2.
Il 16 gennaio 2014, i due membri dei JJ Project debuttarono come parte del gruppo di sette membri Got7, il cui primo extended play Got It? ebbe riscontri positivi in termini di classifiche e vendite. Park stesso realizzò la coreografia per uno dei brani, Follow Me.
Oltre alle attività con i Got7, Park portò avanti parallelamente la recitazione e presentò diversi programmi musicali. Nel 2015 ebbe un ruolo secondario in Saranghaneun Eun-dong-a e presentò il programma M Countdown insieme a Key degli Shinee, BamBam dei Got7 e Jung-shin dei CNBLUE per un anno, fino a marzo 2016, quando lasciò per concentrarsi sulle attività dei Got7, incluso il primo concerto internazionale del gruppo.
Nel 2016, interpretò il protagonista maschile nel film indipendente Nunbal, diretto da Cho Jae-min, che uscì nei cinema il 1º marzo 2017. Nel settembre 2016, fu scritturato nel ruolo della controparte adolescente del protagonista maschile in Pureun bada-ui jeonseol. A febbraio 2017, Park fu annunciato tra i nuovi presentatori di Inkigayo insieme a Doyoung degli NCT e Ji-soo delle Blackpink.
A dicembre 2018, Park ottenne il primo ruolo da protagonista televisivo nel drama Psychometric geunyeoseok.

## Discografia
Di seguito, le opere di Park come solista. Per le opere con i Got7, si veda Got7#Discografia.

### Extended play
- 2023 – Chapter 0: With

### Singoli
- 2021 – Dive
- 2021 – Dive (Japanese ver.)

### Colonne sonore
- 2012 – We are the B (B급 인생?) con Kang So-ra, Jeong Jin-woon e Kim Ji-soo (per la colonna sonora di Dream High 2)
- 2018 – Hold Me (이렇게?) (per la colonna sonora di Top Management)
- 2022 – Shining on Your Night (달이 될게?) (per la colonna sonora di Yumi's Cells 2)

## Filmografia

### Cinema
- Nunbal (눈발?), regia di Cho Jae-min (2016)
- Yaksha (야차?, YachaLR), regia di Na Hyeon (2022)
- Christmas Carol (크리스마스 캐럴?, Keuriseumaseu kaereolLR), regia di Kim Sung-soo (2022)

### Televisione
- Dream High 2 (드림하이 2?) – serie TV (2012)
- Namjaga saranghal ttae (남자가 사랑할 때?) – serie TV (2013)
- Dream Knight – webserie (2015)
- Saranghaneun Eundong-a - The Beginning (사랑하는 은동아: 더 비기닝?) – webserie (2015)
- Saranghaneun Eundong-a (사랑하는 은동아?) – serie TV (2015)
- Pureun bada-ui jeonseol (푸른 바다의 전설?) – serie TV (2016-2017)
- Masul hakgyo (마술학교?) – webserie (2017)
- Psychometric geunyeoseok (사이코메트리 그녀석?) – serie TV (2019)
- Hwa-yang-yeonhwa (화양연화 – 삶이 꽃이 되는 순간?, Hwa-yang-yeonhwa - Salm-i kkoch-i doeneun sunganLR) – serie TV (2020)
- The Devil Judge (악마판사?, Angma pansaLR) – serie TV (2021)
- Yumi's Cells (유미의 세포들?, Yumi-ui sepodeulLR) – serie TV (2021-2022)
- Jaebeoljip mangnae-adeul (재벌집 막내아들?) – serie TV, episodio 1x01 (2022)
- Chicken Nugget (닭강정?, DakgangjeongLR) – serie TV (2024)
- Manyeo (마녀?) – serie TV (2025)

## Riconoscimenti
- Baeksang Arts Award
  - 2017 – Candidatura Attore più popolare (film) per Nunbal[31]
- Max Movie Awards
  - 2017 – Candidatura Premio stella nascente per Nunbal[32]